# Steven Giddings
Steven ou Steve Giddings est un physicien et professeur américain. Professeur à l'université de Californie à Santa Barbara, il est un spécialiste de physique théorique. Il est l'un des créateurs du modèle CGHS.

## Formation
Giddings réalise ses études de premier cycle à l'université de l'Utah. Il complète un Ph.D. à l'université de Princeton sous la direction d'Edward Witten.